# Чирибайя (культура)

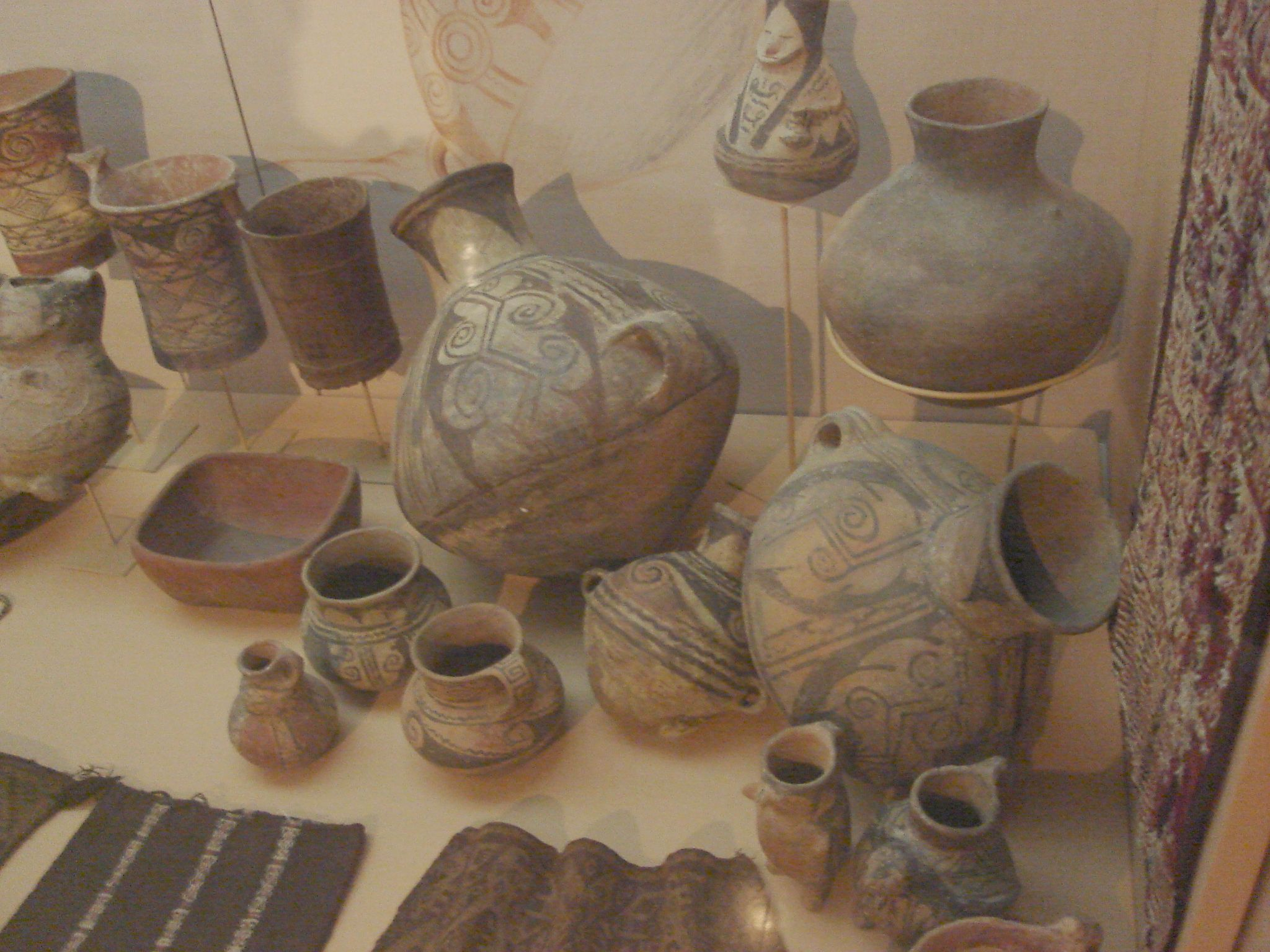
Керамика Чирибайя в музее г. Арика (Чили).

Культура Чирибайя существовала в период 900—1350 гг. н. э. в долинах департамента Мокегуа на юге Перу. Занималась сельским хозяйством, животноводством, рыболовством и торговлей. Поддерживала хорошие отношения с близкими народами — чурахон, колья и лупака, которым продавала кукурузу, рыбу, фрукты, моллюсков и удобрения (гуано). Около 1350 года была присоединена к Империи инков.
Ядро культуры Чирибайя находилось в бассейне реки Осморе, ныне район Эль-Альгарробаль, провинция Ило, и достигала севера долины Тамбо (Арекипа), а на юге — долины Асапа (Чили).

## Экономика

### Сельское хозяйство
Культивировали в основном кукурузу, также выращивали фасоль, хикаму, батат, юкку, тыкву, а также такие фрукты, как чилийскую сливу, пакаэ и гуайяву

### Животноводство
Разводили животных семейства верблюжьих: лам, альпака и викуний. Их выпасали на естественных пастбищах на склонах прибрежных гор, и для их охраны вывели специальную породу пастушьих собак.

### Рыболовство
Рыболовство (включая добычу моллюсков) обеспечивало основной рацион культуры Чирибайя.

## Торговля
Культура чирибайя производила изделия из металла, дерева, камня и растительного волокна (камыша). Эти изделия использовались как предметы торговли с жителями плоскогорья и восточной сельвы.

## Искусство

### Текстиль
Ткани культуры Чирибайя довольно сложны по исполнению, в них представлены разнообразные узоры — полосатые, симметричные, закрученные, крюкообразные и треугольные. Эти узоры используются по настоящее время народами, проживающими на территории, где когда-то существовала культура Чирибайя

### Керамика
Распространены керамические сосуды с последовательностями треугольных фигур, расположенных вертикальными столбцами, нарисованных белой или чёрной краской по красному фону.